# Bembibre (Orense)
Bembibre (llamada oficialmente Santo André de Bembibre) es una parroquia y un lugar del municipio español de Viana del Bollo, en la provincia de Orense, Galicia.

## Toponimia
La parroquia también es conocida por el nombre de San Andrés de Bembibre.

## Geografía
Debido a la cercanía con la provincia de Zamora, Bembibre no es la típica aldea gallega de casas esparcidas unas de otras, sino que tiene las casas apiñadas y dispuestas casi en línea recta alrededor de tres calles principales.

### Organización territorial
La parroquia está formada por una entidad de población:
- Bembibre

### Demografía
Gráfica demográfica del lugar y parroquia de Bambibre según el INE español:
| Gráfica de evolución demográfica de Bambibre entre 2000 y 2023 |
|                                                                |
| Datos según el nomenclátor publicado por el INE.               |

## Historia

### Castro
La historia de Bembibre se remonta a tiempos de la cultura castreña. Los primeros pobladores se asentaron en un Castro Celta llamado Vila de Sen. A él pertenece un relieve esculpido en un bloque granítico, con representación antropomorfa, que serviría como símbolo totémico, que se conserva en el Museo Arqueológico de Orense. Este relieve guarda paralelismo con el relieve de Vestio Alonieco del Museo de Pontevedra, del siglo I-II d. C. y que también perteneció a un Castro Celta.

### Monasterio
En la Baja Edad Media se construyó en el mismo lugar un pequeño monasterio benedictino, del que apenas puede apreciarse ya uno de los muros y una ventana prerrománica esculpida en un solo bloque granítico cuadrangular.
El monasterio estuvo posiblemente relacionado con la Tebaida Berciana, que floreció de las reglas de San Genadio. Estaba adscrito a otro monasterio más importante a seis kilómetros más o menos de distancia, en la parroquia de San Cibrao. 
En el siglo XIV el rey Sancho IV el Bravo cedió el monasterio y las tierras al obispado de Astorga. A día de hoy, todas las parroquias del municipio de Viana del Bollo, siguen perteneciendo a la Diócesis de Astorga.
Los monjes, cuyo lema era "ora et labora" vivían en comunidad con los aldeanos. Todos ellos se alimentaban de las tierras que rodeaban al monasterio y que curiosamente se siguen denominando como “Chaira do Crego”, que en castellano se traduce como “Llanura del Clero”.
El pueblo se fue extendiendo buscando la cercanía de las aguas del río Camba. Muchas de las piedras que conformaban las construcciones citadas anteriormente (el Castro y el Monasterio), se desplazaron para construir las casas más cercanas al río.

### Balneario
Bembibre ha sido un pueblo famoso por sus manantiales de aguas sulfurosas. De la fama y el poder curativo de sus aguas hablan estudios firmados por estudiosos como el bachiller Olea (1510), o el licenciado Molina (1551), se mencionan en la obra Espejo cristalino de las aguas de España de Alfonso Limón Montero (1697), en el Diccionario geográfico-estadístico-histórico de España y sus posesiones de Ultramar de Pascual de Madoz (1845), en Hidrología Médica Gallega de Nicolás Taboada Leal (1877) y estudios de Leopoldo Martínez Reguera (1892).
Durante años las aguas, previamente embotelladas, se distribuían por toda España y estaban a disposición de los compradores en las farmacias.
Al parecer, en 1894 el médico de Viana del Bollo José Manuel Armesto López adquirió el terreno y construyó el balneario, inaugurado en 1896. Posteriormente se construyó un hotel de dos plantas, y otro edificio para tratar a los enfermos con agua caliente a presión. En 1924 se menciona el balneario en el Anuario-Guía de las playas y balnearios de España, y en 1936 Vicente Risco lo cita en Geografía del Reino de Galicia.
El agua subterránea asciende a 15 °C y tiene una fuerte mineralización, muy oxigenada. Un análisis, efectuado a principios del siglo XX, califica estas aguas como las más radioactivas dentro de las sulfurosas. Son aguas de mineralización débil, bicarbonatadas sódicas, fluoradas, sulfuradas y frías con implicación termal.[cita requerida] Sus beneficios medicinales las hacen especialmente indicadas para el tratamiento de enfermedades de la piel, hígado, riñón, reúma, artritis y des aparato respiratorio.
En 1956 las instalaciones cerraron debido a la postguerra y la penuria económica de aquellos años, que fue diezmando las visitas.
Actualmente el Balneario se encuentra en estado ruinoso.

### Iglesia
La iglesia parroquial es matriz de la de Santa María de Pradocabalos, dependiente de la diócesis de Astorga.
Destacan, en el muro exterior este, en el bajo la cornisa del ábside del altar mayor, varios esgrafiados.
En la imafronte principal hay una hornacina barroca, vacía en la actualidad, enmarcada en una moldura lobulada. En su interior presenta volutas y altorrelieves con motivos florales y dos leones rampantes enfrentados. En la parte superior se encuentra una elegante espadaña de dos cuerpos decorada en sus lados por volutas y pináculos.
En el interior del templo hay una pila bautismal decorada con un avenerado, y varias imágenes de Andrés Apóstol, con la cruz de San Andrés. El arco triunfal es de factura academicista, así como tres retablos barrocos, el principal totalmente dorado y tallado con motivos florales y geométricos.